# Фрейзингенские отрывки

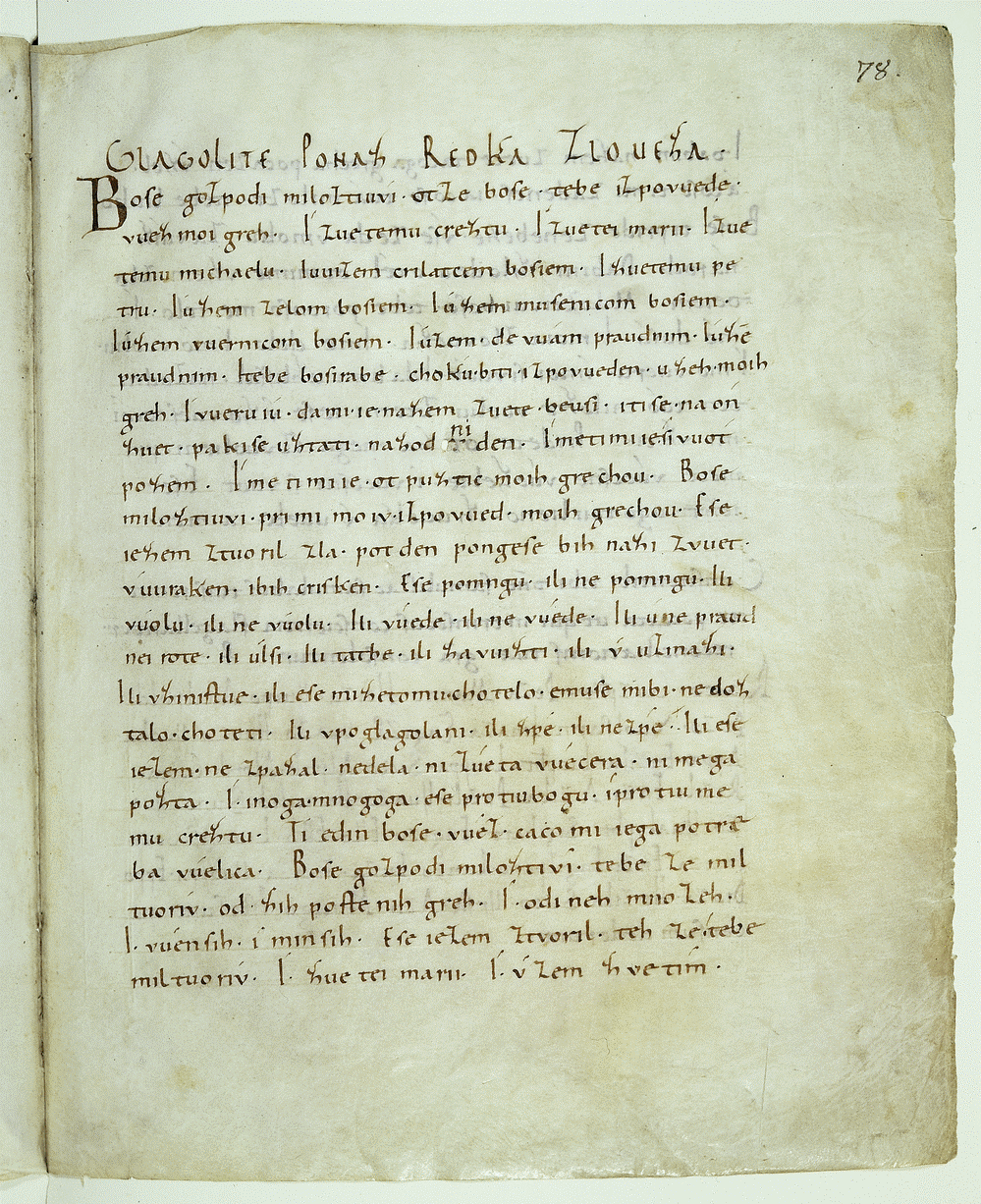
Начало: Bose gozpodi miloztiuv’i…

Фрейзингенские отрывки, также Брижинские отрывки (словен. Brižinski spomeniki), устаревшее Фрейзингенская рукопись лат. Monumenta Frisingensia) — три религиозных текста на древнесловенском языке, записанные латиницей в X—XI веках. Входят в пергаментную рукопись епископа-миссионера Авраама из баварского города Фрейзинга на латинском языке.
Являются древнейшим памятником письменности на словенском языке, а также древнейшим текстом на славянском языке, записанным латиницей. Впервые обнаружены в монастыре Фрайзинга в 1803 году. Хранятся в Баварской государственной библиотеке в Мюнхене.

## Описание
Они представляют собой три статьи на древнесловенском языке (две формулы исповеди и один отрывок поучения), вставленные в старую латинскую рукопись. Рукопись относят обыкновенно к Χ веку, но славянский текст её списан, по всей вероятности, с более древней рукописи. Первый отрывок по содержанию представляет собой общую исповедь, второй отрывок — беседу, третий отрывок — вероятно, молитву.
Фрейзингенские отрывки были изданы впервые Петром Кёппеном в «Собрании словинских памятников, находящихся вне России» в Санкт-Петербурге в 1827 году, затем Копитаром в Glagolita Clozianus в Вене в 1836 году, в хрестоматиях Антона Янежича, Slovenska Slovnica, s kratkim pregledom Slovenskega Slovstva ter z malim cirilskim in glagoliškim berilom za Slovence (4-е изд., 1868; 5 изд., под заглавием Slovenska Slovnica za domačo in šolsko rabo, 1876), Миклошича, Chrestomathia palaeoslovenica (1854), Воскресенского и др.
Кодекс из Фрейзинга относится к самым почтенным и содержательным рукописям Баварской Государственной Библиотеки. Он представляет собой уникальный памятник духовной культуры и свидетельство огромного культурного и национального значения для Словении.

## Транслитерация первой страницы первого Фрейзингенского отрывкa
| Строка | Оригинальный текст                                             | Кириллическая транслитерация                             |
| ------ | -------------------------------------------------------------- | -------------------------------------------------------- |
| 1101   | GLAGOLITE PONAZ REDKA ZLOUEZA.                                 | Глаголите по нас редка словеса                           |
| 1102   | Bose gozpodi miloztiuv’i. otze bose. tebe izpovuede.           | Боже господи милостиви, отче боже, тебе исповеде,        |
| 1103   | vuez moi greh. I’zuetemu creztu. I’zuetei marii. I’zue         | вес мои грех, и светему кресту, и светеи Марии, и све    |
| 1104   | temu michaelu. Iuuizem crilatcem bosiem. I zuetemu pe          | тему Михаелу, и вишем крилатцем божием, и светему Пе     |
| 1105   | tru. Iu’zem zelom bosiem. Iu’zem musenicom bosiem.             | тру, и всем селом божием, и всем мучеником божием,       |
| 1106   | Iu’zem vuernicom bosiem. Iu’zem. devua’m praudnim. Iu’z*e      | и всем верником божием, и всем девам правдним, и все[м]  |
| 1107   | praudnim. Itebe bosirabe. choku'. biti. izpovueden. uzeh. moih | правдним, и тебе божи рабе хочу бити исповеден всех моих |
| 1108   | greh. I’vueruiu'. dami. ie. nazem zuete. beusi. iti se. na on' | грех. И верую да ми йе нашем свете, бевжи, ити же, на он |
| 1109   | zuet. pakise uztati. nazod\ni den. I’meti mi ie.'sivuot'       | свет, пачи же устати, на содни ден. Име ти ми йе живот   |
| 1110   | pozem. I’me ti mi ie. otpuztic moih grechou. Bose              | посем. Име ти ми йе отпустик моих грехов, Боже           |
| 1111   | miloztiuvi. primi moiv. izpovued. moih grechou. Ese            | милостиви, прими мою исповед моих грехов, еже            |
| 1112   | iezem ztuoril zla. pot den pongese bih nazi zvuet.             | йесем створил зла, пот ден понеже бих наши свет          |
| 1113   | v’uuraken. ibih crisken. Ese pomngu. ili ne pomngu. Ili        | вуврачен и бих кришчен, еже помню или не помню, или      |
| 1114   | vu’olu. ili ne vu’olu. Ili vu’ede. ili ne vu’ede…              | волю или не волю, или веде или не веде…                  |